# Jim Rohn
Emanuel James Rohn, detto Jim (Yakima, 17 settembre 1930 – 5 dicembre 2009), è stato un imprenditore statunitense, autore e speaker motivazionale.

## Primi anni di vita
Emanuel James "Jim" Rohn è nato a Yakima, Washington, da Emanuel e Clara Rohn. Jim è cresciuto come figlio unico nella fattoria di proprietà di Caldwell, Idaho dove Rohn ha anche lavorato.

## Carriera
Rohn ha iniziato la sua vita professionale lavorando come un impiegato per i grandi magazzini Sears. In questo periodo, un amico lo invitò a una conferenza tenuta dall'imprenditore John Earl Shoaff. Nel 1955, è entrato nell'attività di vendita AbundaVita di John Shoaff diretta come distributore.
Nel 1957, Rohn dimesso dalla sua distribuzione con AbundaVita si unì a Nutri-Bio, un'altra società di vendita diretta. È stato a questo punto che i fondatori della società, tra cui Shoaff, cominciarono a fargli da mentore. Dopo questo tutoraggio, Rohn costituì una delle più grandi organizzazioni della società. Nel 1960, quando Nutri-Bio si espanse in Canada, Shoaff e gli altri fondatori selezionarono Rohn come vice-presidente per l'organizzazione.
Dopo che Nutri-Bio cessò l'attività nel 1960, Rohn fu invitato a parlare in una riunione del suo Rotary Club. Lui accettò e, ben presto, cominciarono a chiedergli di parlare a vari pranzi e altri eventi. Nel 1963 al Beverly Hills Hotel, fece il suo primo seminario pubblico. Ha poi cominciato a presentare i seminari in tutto il paese, raccontando la sua storia e la sua filosofia di insegnamento della crescita personale.
Nel corso degli anni 1970, Rohn ha condotto una serie di seminari per la Standard Oil. Allo stesso tempo, ha partecipato a un business di crescita personale chiamato "Adventures in Achievement", che ha caratterizzato entrambi i seminari dal vivo e laboratori di crescita personale. Ha presentato i seminari in tutto il mondo per oltre 40 anni.
Rohn fece da mentore a Mark R. Hughes (il fondatore di Herbalife International) e allo speaker motivazionale Tony Robbins alla fine del 1970. Altri che per la sua influenza sulle loro carriere fecero credito a Rohn includono autori come Mark Victor Hansen e Jack Canfield (serie di libri Chicken Soup), autore / conferenziere Brian Tracy, e T. Harv Eker. Inoltre lo speaker motivazionale Chris Widener coautore con Rohn di Twelve Pillars.
Rohn nel 1985 fu premiato dalla National Speakers Association con il CPAE Award per l'eccellenza nello speaking. È anche autore di 17 diversi media tra scritti, audio, e video.

## Morte
Jim Rohn è morto di fibrosi polmonare, il 5 dicembre 2009. È sepolto nel Forest Lawn Memorial Park di Glendale, California.

## Five Major Pieces To the Life Puzzle
Il libro di Rohn Five Major Pieces to the Life Puzzle, pubblicato nel 1991, descrive quelli che lui considera i cinque componenti del successo:
- Filosofia - come si pensa
- Atteggiamento - come ti senti
- Azione - quello che fai
- Risultati - misurare spesso per vedere se si stanno facendo progressi
- Stile di vita - il tipo di vita che si può fare da soli fuori dai primi quattro pezzi